# Ivan Vladislavić
Ivan Vladislavić (Pretoria, 1957) es un escritor sudafricano. Su padre es croata y reside en Johannesburgo donde trabaja como editor.
Estudió filología inglesa en la Universidad del Witwatersrand y ha colaborado con guiones de varias películas.

## Obra
- Missing Persons, Racconti, 1989
- The Folly, Romanzo, 1993, CNA Literary Award.
- Propaganda by Monuments, 1996
- The Restless Supermarket, 2001
- The Exploded View, 2004
- Willem Boshoff, David Krut Publishing, 2005
- Portrait with Keys, 2006.
- Double Negative, 2011
- Flashback Hotel, 2011